# Krasnyj Kut
Krasnyj Kut (ukrainisch Красний Кут; russisch Красный Кут/Krasny Kut) ist eine Siedlung städtischen Typs im Osten der Ukraine mit etwa 2500 Einwohnern.

## Geographie
Der Ort liegt im Südwesten der Oblast Luhansk am Fluss Miussyk (Міусик), etwa 26 Kilometer nordwestlich der Rajonshauptstadt Antrazyt und 54 Kilometer südwestlich der Oblasthauptstadt Luhansk. Durch den Ort verläuft die Fernstraße M 03.

## Geschichte
Der Ort wurde 1775 gegründet, 1938 wurde der Ort schließlich zu einer Siedlung städtischen Typs ernannt, seit 1991 ist er ein Teil der heutigen Ukraine.
Seit Sommer 2014 ist der Ort im Verlauf des Ukrainekrieges durch Separatisten der Volksrepublik Lugansk besetzt.
Am 12. Juni 2020 wurde die Siedlung ein Teil neu gegründeten Stadtgemeinde Chrustalnyj, bis dahin bildete sie zusammen mit den Ansiedlungen Industrija (Індустрія), Tamara (Тамара) und Uroschajne (Урожайне) die Siedlungsratsgemeinde Krasnyj Kut (Краснокутська селищна рада/Krasnokutska selyschtscha rada) im Rajon Antrazyt.
Am 17. Juli 2020 wurde der Ort ein Teil des Rajons Rowenky.

## Söhne und Töchter der Ortschaft
- Wassil Neszjarenka (1934–2008), belarussischer Kernphysiker und Kernreaktorexperte